# Чилдырская битва
Чилдырская битва (перс. نبرد چلدر‎; тур. Çıldır Muharebesi, Çıldır Meydan Savaşı; азерб. Çıldır döyüşü; груз. ჩილდირის ბრძოლა) — сражение в начале Османо-сефевидской войны (1578—1590), произошедшее 9 или 10 августа 1578 года на равнине у озера Чылдыр. Османский историк и участник кампании Ибрагим Рахимизаде назвал эту битву первой битвой войны, а Ибрагим Печеви — «великим сражением на равнине Чилдыр». Победа османской армии открыла ей дорогу на Грузию.

## Контекст
Граница между Османской и Сефевидским империями была установлена в 1555 году миром в Амасье. В 1576 году умер шах Тахмасп I, его наследники не отличались ни умом, ни талантами. Через два года Мурад III решил, что это подходящее время для возобновления военных действий и расширения своего присутствия на Кавказе. Великий визирь Соколлу Мехмед-паша был против, но влияние его уже было совсем небольшим. Руководство кампанией было возложено на третьего визиря Лалу Мустафу-пашу. Кампания началась летом 1578 года, когда армия выдвинулась из Эрзурума на восток.

## Битва

### Датировка
Считается, что битва произошла 9 августа под Чылдыром.
Несколько участников кампании оставили описания битвы. Секретарь Лала Мустафы-паши Гелиболулу Мустафа Али писал, что 9 августа Лала Мустафа-паша с армией вышел из Ардахана, а на следующий день произошло сражение у озера Чилдыр (аналогичной версии придерживался Й.Хаммер), Ибрагим Рахимизаде не называл дату битвы, Асафи, секретарь Османа-паши Оздемироглу, датировал битву 9 августа.
Курдский историк Шараф-хан Бидлиси (1543—1601/02), участник кампании, в декабре 1578 года перешедший с персидской стороны на османскую, датировал битву 987 (1579/80) годом, однако он писал через 20 лет после событий. Современник событий Орудж-бек Баят (1560—1604) в 1604 году подробно описал обстоятельства, в которых битва состоялась, причины поражения и его последствия, но не датировал её.
По мнению Г. Фараха Ибрагим Печеви (1574—1650) датировал битву 5 Джумада ас-сани 986 года Хиджры (9 августа 1578 года). Однако по словам Ибрагима Печеви в этот день османская армия выступила и захватила две крепости, названные им Виле (Вале) и Еникале, а затем (неясно, в тот же день или на следующий) произошло Чилдырское сражение. Й. Хаммер относил битву к следующему дню и указывал 6 джумада ас-сани (10 августа).
Ранние грузинские источники не упоминают эту битву. Хроника Месхетской псалтыри лишь указывала, что Лала Мустафа «вышел 7 августа». Хроника Эристовского Акафиста тоже только упоминала, что Лала-паша выступил в августе, даже не уточняя числа. Два грузинских источника XVIII века (анонимный автор Парижской хроники и Вахушти Багратиони) датировали битву 9 августа. Эти же источники указывают, что до битвы у озера Чилдыр состоялась осада крепости Мгелцихе, начавшаяся 7 августа, в то время, как участник кампании Ибрагим Рахимизаде назвал эту битву первой битвой войны.

### Состав армий и командующие
По словам османских историков и современников событий, Ибрагима Рахимизаде и Шараф-хана Бидлиси, во главе персидской армии стояли правитель Чухур-саада Мохаммед-хан Токмак Устаджлу и правитель Карабаха Имамкули-хан Каджар. Согласно Ибрагиму Печеви кроме Токмак-хана и Имамкули-хана персами командовал Кара-хан. Вахушти Багратиони называл персидских командующих «Султан [Токмак-хан] и Кара-хан Базуклу и правитель Мугалу [Амир-хан]», а османских командующих «арзрумский [и] ванский паши».
Рахимизаде писал, что в персидском войске было 50 тысяч человек, однако известно, что вся армия сефевидов состояла из 50 тысяч человек, поэтому в битве у Чилдыра было существенно меньшее количество воинов. По мнению азербайджанского историка Г.Фараха Рахимизаде преувеличил число противников, чтобы оправдать первоначальный проигрыш османов. Орудж-бек Баят полагал, что в персидской армии было 30 тысяч всадников и «соответственное количество пехоты». Согласно османскому историку Ибрагиму Печеви в персидской армии в этой битве было всего 30 тысяч солдат. По мнению азербайджанского историка Эфендиева О. А. в кызылбашских войсках было не более 15 тысяч воинов. В авангарде османских войск находились отряды курдских эмиров.
Орудж-бек Баят писал, что в османской армии было «200 тысяч человек, из которых 100 тысяч были хорошо вооружены».

### Ход битвы
Согласно Рахимизаде, османские войска окружили крепость Ени-кале и стали обстреливать её. Когда сопротивление защитников крепости уже почти было сломлено, авангард османской армии во главе с бейлербеем Диярбакыра Дервиш-пашой в окрестностях столкнулся с персидской армией. Ибрагим Печеви писал подробнее, по его словам персидское войско сначала столкнулось с передовым отрядом османской армии из 40-50 человек. Завязался бой, и лишь потом на помощь своим пришёл отряд Дервиш-паши из 300—400 человек, но силы были неравны. Сефевидская армия одерживала верх, несколько раз самого Дервиш-пашу солдаты противника сбрасывали с коня, он был ранен в грудь и умер уже после окончания битвы.
В критический момент на помощь Дервишу-паше прибыл Осман-паша Оздемироглу, который, по словам Печеви, проявил героизм, а затем бейлербей Эрзурума Бахрам-паша и Мартабзаде Ахмет-паша. Рукопашная битва длилась весь день, «шло такое побоище и происходило столпотворение, что восторгались даже ангелы небесные». Огнестрельное оружие не применялось обеими сторонами из-за сильного дождя. Как писал Рахимизаде «проливные дожди, смешавшись с кровью солдат, образовывали реки, уносившие тела». Битва продолжалась до утра следующего дня, сефевидские войска были разгромлены, османы взяли богатую добычу. «В руки газиев попало множество коней, мулов, верблюдов, много малых и больших палаток и множество других вещей. Только Господь знает о количестве захваченных трофеев».

## Потери
Потери сефевидской армии в битве были велики.Историки называли цифры от 5 до 10 тысяч. По словам Печеви «на следующий день было приказано сосчитать количество вражеских голов, доставленных в диван, и было подтверждено, что их ровно пять тысяч. В присутствие привели пятьсот пленных иранцев высокого ранга и по повелению их постигла та же участь». Рахимизаде писал, что битва продолжалась до утра следующего дня, «было убито свыше 4000 проклятых [кызылбашей]», и «тут же напротив диванхане были разрублены мечами более 1000 безбожных сорхсаров, захваченных в плен». Орудж-бек Баят называл 7 тысяч убитых и более 3 тысяч пленных. Историки пишут о казни «тысяч кызылбашских пленников», по словам Печеви головы 5 тысяч пленников были отрезаны и насажены на шесты. Орудж-бек писал, что 3 тысячи пленников были казнены по приказу Мурада. «Из трупов и отрубленных голов были сооружены две башни, одну из которых назвали „башней тел“, а другую — „крепостью царства небытия“».
Потери османов тоже были значительны, Рахимизаде ограничился словами «многие оджак-беки из эмиров Курдистана, правителей зеаметов и тимаров стали шехидами», тогда как Шараф-хан назвал их по именам, а впоследствии Й. Хаммер написал, что среди погибших было 7 курдских беев.

## Причины поражения персидской армии

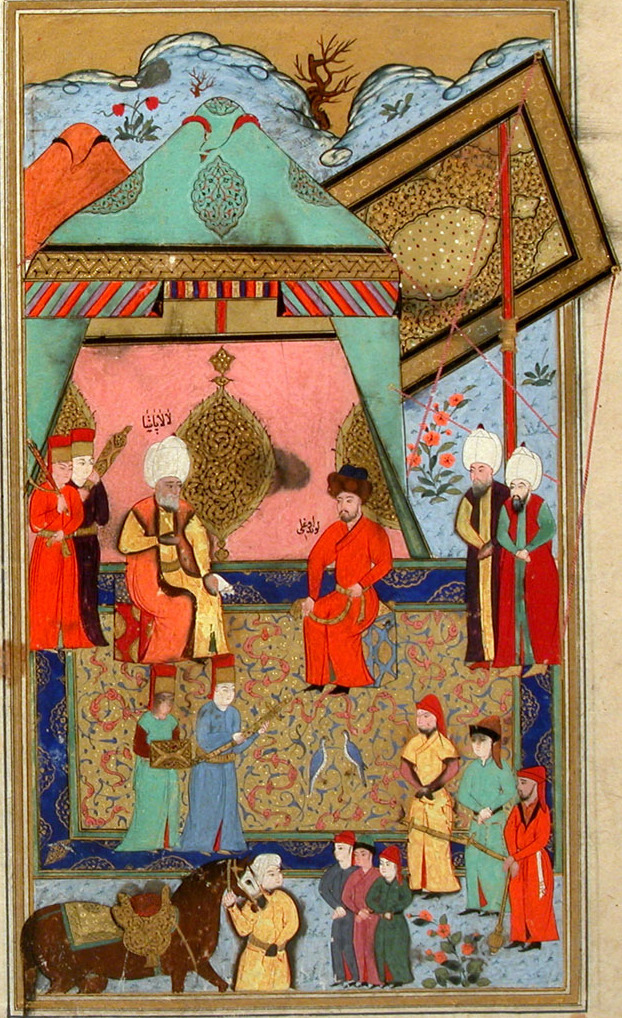
Царь Кахетии Александр у Мустафы-паши

Причины такого сокрушительного разгрома крылись внутри сефевидской империи. Междоусобица между кызылбашскими эмирами привела к тому, что они не объединились. Правитель Тебриза Амир-хан Туркман не прибыл на поле боя из-за вражды «между племенами туркман и устаджлу». Победе османов способствовало и то, что курдская знать массово перешла на их сторону. По словам Искандера-бека Мунши, поражение было следствием «избытка спеси и самонадеянности» персидских военачальников, «считавших войну с румийцами лёгкими делом».
Орудж-бек Баят писал, что Токмак-хан Устаджлу начал бой, поскольку полагал, что в османской армии не более 40 тысяч человек. Когда ему стало понятно, что он вступил в бой лишь с передовыми отрядами, а сама армия намного больше, Токмак-хан начал отступать. По словам Орудж-бека, лишь благодаря ночному отступлению части сил Токмак-хану удалось избежать полного уничтожения армии.

## Значение и последствия
Ибрагим Печеви называл эту битву «великим сражением на равнине Чилдыр».
После победы при Чилдыре путь на Грузию для османских войск был открыт. Мирный договор 1555 года разделил Грузию на сферы влияния Османской империи и Сефевидского государства. Но местные правители предпочитали подчиняться сильной стороне. После битвы при Чилдыре к Мустафе-паше прибыл фактический правитель Самцхе-Саатабаго Манучар Джакели, который выразил покорность османам, а после того, как османы заняли Тифлис, к Мустафе-паше прибыл и царь Кахетинского царства Александр II. Он обеспечивал османские войска провизией и принимал участие в боях на стороне османов. Лишь царь Картли Симон отказался подчиниться и вёл войну с османами.

## Комментарии
1. ↑   Нусретнаме — книга побед — написана Гелиболулу до 1583 года.
2. ↑  Согласно исследователю Саджаатнаме С. Эроглу[7]. Сама книга была закончена к 1586 году.